# Caroline Uhler
Caroline Uhler (* 1983) ist eine Schweizer Statistikerin. Sie ist Associate Professor am Massachusetts Institute of Technology in Cambridge, USA. Im Juli 2019 wurde sie als Professorin für Maschinelles Lernen, Statistik und Genomik an der ETH Zürich ernannt. Ihre Forschung beschäftigt sich mit den Grundlagen und Anwendungen von grafischen Modellen, einer Klasse von statistischen Modellen zur Modellierung hochdimensionaler Daten.

## Ausbildung und Karriere
Uhler ist in der Schweiz geboren. Sie studierte Mathematik und Biologie an der Universität Zürich und schloss 2004 mit einem Bachelor in Mathematik ab, 2006 mit einem zweiten Bachelor in Biologie und einem Master in Mathematik. Sie blieb an der Universität Zürich, um ein Lehrdiplom für Maturitätsschulen zu erlangen, wechselte aber 2007 an die University of California, Berkeley. Dort promovierte sie 2011 sowohl in Statistik als auch im Bereich Technologiemanagement. Ihre Dissertation, Geometrie der Maximalwahrscheinlichkeitsschätzung in gaussschen grafischen Modellen, wurde von Bernd Sturmfels, einem algebraischen Geometer und algebraischen Statistiker, betreut.
Im Jahr 2011 wurde sie Assistenzprofessorin am Institute of Science and Technology Austria, 2012 beurlaubte sie für Postdocs an der ETH Zürich und 2013 für einen semesterlangen Gegenbesuch in Berkeley als Research Fellow. Sie wechselte 2015 als Henry L. und Grace Doherty Assistant Professor an das Massachusetts Institute of Technology und wurde 2018 zum Associate Professor befördert. 2019 wurde sie von der ETH als Professorin ernannt.

## Auszeichnungen
Sie ist gewähltes Mitglied des International Statistical Institute und erhielt einen Simons Investigator Award, ein Sloan Research Fellowship, einen NSF Career Award, einen Sofja Kovalevskaja Award der Humboldt Foundation und einen START Award der Austrian Science Foundation.